# Den rödhåriga går på jakt
Den rödhåriga går på jakt är en amerikansk film från 1943 i regi av Elliott Nugent.

## Handling
Toni Gerard kommer utfattig till New York där hon blir vän med en spådam. Hon blir intresserad av en advokat, Brad Cavanaugh, vars rika flickvän är en av spådamens klienter och tar över som spådam för att lära känna honom och manövrera ut flickvännen.

## Rollista
- Paulette Goddard - Toni Gerard
- Ray Milland - Brad Cavanaugh
- Gladys George - Madame Zenobia
- Virginia Field - Jo Ainsley
- Cecil Kellaway - Pop Tibbets
- William Bendix - Biff